# Estany d'Ullastret
L'estany d'Ullastret o llac d'Ullastret era un llac, ja desaparegut, localitzat en una depressió tectònica a la part oriental del terme municipal d'Ullastret, a la comarca del Baix Empordà.

## Història
Alimentat per les aigües del Daró i per altres recs i torrents de la seva conca, l'estany d'Ullastret tenia una superfície aproximada de d'uns 3 km quadrats. S'estenia al peu de l'antic poblat ibèric de la tribu dels indigets, el "Puig de Sant Andreu", situat a 53 m d'altura màxima sobre el nivell del mar. Les excavacions i recerques han comprovat que comunicava amb el mar a través d'un seguit d'embassaments litorals i que hi havia dues illes al llac:
- L'"Illa d'en Reixac", situada a 400 m al nord-est del Puig de Sant Andreu i a 13 m d'altura màxima, era un segon poblat ibèric.[3] L'existència de l'estany assegurava l'aigua, la caça i la pesca als habitants dels poblats.
- L'altra illa, l'actual "Puig d'en Serra", esdevingué la necròpolis o cementiri dels dos poblats dels ibers.

Els poblats ibèrics varen ser abandonats, potser per destrucció, cap a la segona meitat del segle iii aC. Només subsistí un santuari al cim del turó de Sant Andreu fins als primers temps romans.
Aquest llac apareix sovint a l'antiga cartografia de Catalunya, sobretot als mapes que foren publicats entre els segles XVII i XIX. Francisco de Zamora, que va visitar la zona a l'estiu de 1789, va mencionar la llacuna d'Ullastret en els seus escrits.
Pascual Madoz, referint-se a Ullastret, va dir que era una zona "malsana a causa de les emanacions pútrides d'un estany". Igual que altres zones humides de Catalunya, l'estany d'Ullastret fou dessecat entre el final del segle xviii i el segle xix amb un sistema de canals. L'antiga conca lacustre fou convertida en camps de conreu.
Malgrat això encara avui, en èpoques de fortes pluges, l'extensa àrea que ocupava l'antic llac es torna a omplir d'aigua.